# Requiem for the American Dream
Requiem for the American Dream é um livro do ativista político e linguista Noam Chomsky. Foi criado e editado por Peter Hutchinson, Kelly Nyks e Jared P. Scott. Apresenta a análise de Chomsky do neoliberalismo, tem como foco a concentração de riqueza e poder nos Estados Unidos nos últimos quarenta anos, analisando o fenômeno conhecido como desigualdade de renda. O livro foi publicado pela Seven Stories Press em 2017.

## Discussão
O livro traça a análise de Chomsky da concentração de riqueza dos anos 1970 até a década de 2010. Chomsky analisa a forma como as relações de poder se deslocaram em nome de "interesses plutocráticos". Essa mudança nas relações de poder acaba sendo um assalto "às pessoas de classe baixa e média, que aumentou nas últimas décadas durante a ascensão do que é conhecido como 'neoliberalismo' - com austeridade fiscal para os pobres e cortes de impostos e outros subsídios para a minoria rica". Chomsky está mais interessado em saber como o aumento da financeirização, que "é um processo pelo qual os mercados, instituições e elites financeiras ganham maior influência sobre a política econômica e os resultados econômicos", e como isso afeta e molda a vida pública nos Estados Unidos, levando a uma concentração de riqueza e poder para pessoas e instituições da elite.